# Humanismus (ideologie)
Humanismus je filozofický a politický postoj, který zdůrazňuje potenciál a svobodu individuálních lidských bytostí. Rozvíjení tohoto potenciálu a podpora této svobody by dle humanistů měla být základem politiky a hlavním cílem státu. Individuum humanisté považují za výchozí bod pro seriózní morální a filozofické zkoumání. Význam pojmu "humanismus" se měnil v čase. Během italské renesance inspirovala italské učence antická díla, čímž vznikl renesanční humanismus, na nějž ovšem nelze ideologii humanismu redukovat, neboť se dále vyvíjela. Během osvícenství byly humanistické hodnoty posíleny pokrokem ve vědě a technice, jež lidem dodal důvěru v možnosti člověka pochopit svět. Od počátku 20. století jsou humanistická hnutí typicky nenáboženská a spojená se sekularismem. Humanismus se stal synonymem neteistického pohledu na lidské jednání a spoléhání se na vědu a rozum spíše než na zjevení z nadpřirozeného zdroje. Lidé s humanistickým světonázorem obvykle tvrdí, že náboženství není podmínkou morálky, a protestují proti přílišnému vlivu náboženství na vzdělávací systém a stát. Proti tomu ovšem existuje i nábožensky motivovaný humanismus, zejména křesťanský - tato tradice je silná zvláště ve Spojených státech. Humanismus má obvykle blízko k liberalismu, ale k humanistickému základu se hlásí i socialismus a dokonce část marxismu. Humanisté mají tendenci obhajovat lidská práva, svobodu projevu, demokracii, autonomii jednotlivce a jeho co nejširší svobody, právo jedince na dobrý život a ideu pokroku. 

## Etymologie
Slovo "humanismus" pochází z latinského slova humanitas, které poprvé použil ve starověkém Římě Cicero k popisu hodnot souvisejících se svobodným vzděláváním. Tento původní význam přežívá v pojmu "humanitní vědy". Slovo se znovu objevilo během italské renesance v podobě umanista. Označovalo skupiny studentů klasické literatury a těch, kteří se zasazovali o klasické vzdělání. 
V roce 1755 je ve vlivném díle Samuela Johnsona A Dictionary of the English Language slovo humanista definováno jako "filolog nebo gramatik". V 80. letech 17. století Thomas Howes označil opovržlivě jako humanistu Josepha Priestleyho během slavných unitářských sporů. Howes označením humanisté mínil ty, kdo stejně jako Priestley "vyznávají pouhé lidství Krista".
Na počátku 19. století se termín humanismus používal v Německu s několika významy, mezi nimiž převládl "nenáboženský přístup k životu". Bavorský teolog Friedrich Immanuel Niethammer užil pojmu humanismus, aby popsal nové osnovy, které plánoval nabídnout na německých středních školách. Brzy tento termín převzali i další učenci, jako Georg Voigt a Jacob Burckhardt. Ve 20. století slovo získalo význam související méně s náboženstvím a školstvím, stalo se označením obecnějšího zaměření na blaho a svobodu člověka. Přesto si pojmu přidržují nadále i protináboženští aktivisté a ateisté (Humanists International patří k nejznámějším z jejich organizací) 

## Definice
Filozof Sidney Hook v roce 1974 humanisty definoval odporem proti vnucování jedné kultury jiným, nepříslušností k zavedenému náboženství, nepodporováním diktatur a neospravedlňováním použití násilí pro sociální změnu. Hook také řekl, že humanisté podporují odstranění hladu a zlepšení zdraví, bydlení a vzdělání. Harold John Blackham tvrdil, že humanismus je zaměřený na zlepšení sociálních podmínek lidstva zvýšením autonomie a důstojnosti individuí. V roce 2015 se prominentní humanista Andrew Copson pokusil definovat humanismus několika charakteristikami:
- Je naturalistický ve svém chápání vesmíru: jen věda a svobodné bádání nám pomohou vesmír pochopit
- Neredukuje lidi na nic menšího než lidské bytosti
- Klade důraz na snahu o smysluplný a šťastný život, smysl svého života mají individua právo definovat sami
- Morálku považuje za způsob, jak mohou lidé zlepšit svůj život
- Humanisté se zapojují do praktických akcí ke zlepšení osobních a společenských podmínek[5]

Podle Mezinárodní humanistické a etické unie je humanismus "demokratický a etický životní postoj, který potvrzuje, že lidské bytosti mají právo a odpovědnost dát smysl a tvar svému vlastnímu životu. Znamená budování humánnější společnosti prostřednictvím etiky založené na lidských a jiných přirozených hodnotách v duchu rozumu. Není teistický a nepřijímá nadpřirozené pohledy na realitu." 
Podle slovníku Merriam Webster Dictionary je humanismus "nauka, postoj nebo způsob života zaměřený na lidské zájmy nebo hodnoty. Jeho filozofie obvykle odmítá nadpřirozeno a zdůrazňuje důstojnost a hodnotu jednotlivce a jeho schopnost seberealizace prostřednictvím rozumu." 
Humanisté také povětšinou považují lidskou podstatu za univerzální, bez ohledu na rasu, pohlaví a sociální postavení, což v jejich očích snižuje význam kolektivních identit, které nejsou nikdy tak důležité jako vědomí jednotlivců. Podle filozofa Alana Hawortha se humanismus staví proti iracionalitě nacionalismu a totalitarismu, ať už jsou součástí fašismu nebo marx-leninského komunismu. Podle profesora Josepha O. Bakera je v politické teorii současný humanismus dvojího druhu, první je individualistický a druhý inklinuje ke kolektivismu. První vede především k libertarianismu, druhý k socialismu, ale existuje celá řada kombinací. 

## Historie
Stopy humanismu lze nalézt již ve starověké řecké filozofii. Předsókratovští filozofové byli prvními západními filozofy, kteří se pokusili vysvětlit svět z hlediska lidského rozumu a přirozeného práva, aniž by se spoléhali na mýty, tradice nebo náboženství. Prótagoras, který žil v Athénách kolem roku 440 př. n. l., předložil některé základní humanistické myšlenky, i když se dochovaly pouze fragmenty jeho díla. Učinil jedno z prvních agnostických prohlášení: "O bozích nemohu vědět jistě ani to, že jsou, ani to, že neexistují, ani jakou mají formu, neboť mnoho věcí mi brání to poznat al idský život je  na to příliš krátký." Také Sókratés změnil předmět tehdejší filozofie z přírody na člověka a jeho blahobyt. Byl to teista popravený za ateismus, který zkoumal podstatu morálky pomocí rozumu. Aristotelés učil racionalismus a systém etiky založený na lidské přirozenosti. Ve 3. století př. n. l. vyvinul Epikúros vlivnou filozofii zaměřenou na člověka, která se zaměřovala na dosažení eudaimonie. Epikurejci přijali Démokritův materialismus a lidské štěstí, spokojený život, přátelství a vyhýbání se excesům byly klíčovými složkami jejich filozofie. 
Přes překlady starověké literatury se humanistické tendence dostaly do islámské kultury v jejím tzv. zlatém věku. Někdy se zárodky či předchůdci západního humanismu hledají i ve východních filozofiích, jako je taoismus a konfucianismus (např. J. Brent Crosson).
Ve 13. století se v Itálii začal formovat renesanční humanismus. Italští učenci znovuobjevili starověké řecké myšlení, zejména Aristotela, prostřednictvím arabských překladů, často z Andalusie. Významnými humanistickými centry byly zpočátku zejména Verona, Neapol a Avignon. Básník Francesco Petrarca je často označován za otce humanismu. Opíral se zejména o Cicera. Florentský kancléř a humanista Coluccio Salutati učinil ze svého města významné centrum renesančního humanismu. Do jeho okruhu patřil i Leonardo Bruni. Vittorino da Feltre a Guarino Veronese vytvořili školy založené na humanistických principech. Jejich učební osnovy byly široce přijaty a v 16. století byla humanistická paideia dominantním modelem předuniverzitního vzdělávání. K další generaci humanistů patřili Angelo Poliziano, Mikuláš Kusánský, Marsilio Ficino a Giovanni Pico della Mirandola, který podkopal dominanci aristotelské filozofie tím, že oživil skepticismus Sexta Empirika. Na konci 15. století se centrum humanismu přesunulo z Itálie do severní Evropy, kde se klíčovou osobností stal Erasmus Rotterdamský.  
V době osvícenství se humanistické myšlenky znovu vynořily. Humanisté tehdy dospěli k přesvědčení, že racionalita by mohla nahradit deismus jako prostředek k pochopení světa. Začaly se formovat humanistické hodnoty, jako je tolerance a odpor k otroctví. Zformoval se ateismus, objevilo se otevřené nepřátelství k organizovanému náboženství. Významné kroky tímto směrem učinil Baruch Spinoza a baron d'Holbach, který tvrdil, že náboženství bylo postaveno na strachu a v průběhu dějin pomáhalo hlavně tyranům. Diderot a Helvétius přidali i ostrou politickou kritiku. Začalo se užívat abstraktního pojmu člověk namísto staršího "muž" (např. Rousseauova Společenská smlouva z roku 1762).  
Francouzský filozof Auguste Comte (1798–1857) přišel s myšlenkou "náboženství lidskosti". Měl to být jakýsi paradoxní ateistický kult založený na některých humanistických principech. Měl některé prominentní členy, ale brzy upadl. V 19. století George Holyoake vymyslel slovo sekularismus. Painův Věk rozumu spolu s biblickou kritikou německých hegeliánů Davida Strausse a Julia Wellhausena také přispěly k novým formám humanismu. Immanuel Kant poskytl humanismu moderní filozofický základ. Podporoval myšlenku morální autonomie jednotlivce. Podle Kanta je morálka produktem způsobu, jakým lidé žijí, a ne souborem pevných hodnot. Teorie přírodního výběru Charlese Darwina otřásla tradičním teologickým pohledem na člověka jako na něco víc, než jsou zvířata. Filozofové Ludwig Feuerbach, Friedrich Nietzsche a Karel Marx napadali náboženství z různých směrů. Paralelně se v Británii rozvíjel utilitarismus v pracích Jeremyho Benthama a Johna Stuarta Milla. Utilitarismus se soustřeďuje na lidské štěstí a snaží se odstranit lidskou i zvířecí bolest, což ladí s klasickým humanismem. Úpadek náboženství vedl ke vzniku spolků, které se snažily etiku vystavět na nenáboženském základě, zde jsou kořeny současného humanistického hnutí. 
Ve 20. století byl humanismus dále podporován pracemi filozofů, jako byl Bertrand Russell. V USA se humanismus rozvíjel s pomocí významných osobností unitářské církve. Začaly se objevovat humanistické časopisy, včetně The New Humanist, který v roce 1933 publikoval Humanistický manifest I. Americká humanistická asociace (AHA) byla založena v roce 1941 a jejími členy byli Isaac Asimov, John Dewey, Erich Fromm, Carl Sagan nebo Gene Roddenberry. Po roce 1945 Jean-Paul Sartre a další francouzští existencialisté obhajovali humanismus a spojovali ho se socialismem. Některé myšlenkové směry si daly humanismus do svého názvu, aby se tak odlišily od svých předchůdců, které vnímaly jako manipulativní - například humanistická psychologie Carla Rogerse a Abrahama Maslowa.
Humanistické organizace ze všech kontinentů vytvořily unii Humanists International, ta se snaží prosazovat humanistickou agendu prostřednictvím organizací OSN, zejména přes UNESCO a UNICEF.

## Odrůdy humanismu
- náboženský humanismus: vyznávali ho naturalisté z počátku 20. století, kteří pohlíželi na svůj humanismus jako na náboženství a účastnili se církevních kongregací, především v USA. Stejný termín byl používán náboženskými skupinami, jako jsou kvakeři, k popisu jejich humanistické teologie.
- renesanční humanismus: tradice kulturních a vzdělávacích reforem, která se rozvíjela během 14. a počátku 15. století.

- křesťanský humanismus: historický proud pozdního středověku, ve kterém křesťanští učenci kombinovali křesťanskou víru se zájmem o klasickou antiku a zaměřením na lidské blaho.
- etický humanismus: byl prominentní v USA na počátku 20. století a zaměřoval se na vztahy mezi lidmi.
- vědecký humanismus: zdůrazňuje víru ve vědeckou metodu, jak je popsána v dílech Johna Deweyho a Juliana Huxleyho
- sekulární humanismus: vznikl v polovině 20. století a původně se jednalo o pokus o očernění humanismu, ale některá humanistická sdružení tento termín přijala. Sekulární humanismus je synonymem současného převažujícího humanistického hnutí.
- marxistický humanismus: jedna z několika soupeřících škol marxistického myšlení, která přijímá základní humanistické principy, jako je sekularismus a naturalismus, ale liší se od ostatních proudů humanismu svým vágním postojem k demokracii a odmítáním svobodné vůle.
- digitální humanismus: vznikající filozofický a etický rámec, který se snaží zachovat a podporovat lidské hodnoty, důstojnost a blahobyt v kontextu rychlého technologického pokroku, zejména v digitální oblasti.[12][13]

## Kritika
Humanismus kritizuje především radikální levice a konzervativní pravice, jež má oporu v náboženství.